# Едуард Уитън
Едуард Уитън е американски математик и теоретичен физик, професор в Института за модерни изследвания. Уитън е един от водещите изследователи, развиващи теорията на струните и суперструните, теорията за квантовата гравитация, като работи и в други области на теоретичната физика. Голяма част от неговите колеги го определят като един от най-великите живи физици.
През 1995 г. Уитън представя на научната общественост математически модел, който по елегантен начин обединява в една обща теория няколкото по това време привидно противоречащи си теории за струните, като теорията днес е позната под името М-теорията. Въпреки че потвърждения на неговите идеи продължават да липсват, той все още вдъхновява множество търсения и алтернативи.
Запитан за приноса, с който се гордее най-много, през дек. 2021 г. Уитен отговаря, че това са работите му от 1994 за "електрическо-магнитния дуализъм в квантовата теория на полето" и техния анaлог за струнната теория.

## Избрани публикации
- Some Problems in the Short Distance Analysis of Gauge Theories. Princeton University, 1976. (Dissertation.)
- Roman Jackiw, David Gross, Sam B. Treiman, Edward Witten, Bruno Zumino. Current Algebra and Anomalies: A Set of Lecture Notes and Papers. World Scientific, 1985.
- Green, M., John H. Schwarz, and E. Witten. Superstring Theory. Vol. 1, Introduction. Cambridge Monographs on Mathematical Physics. Cambridge, UK: Cambridge University Press, 1988. ISBN 978-0-521-35752-4.
- Green, M., John H. Schwarz, and E. Witten. Superstring Theory. Vol. 2, Loop Amplitudes, Anomalies and Phenomenology. Cambridge, UK: Cambridge University Press, 1988. ISBN 978-0-521-35753-1.
- Quantum fields and strings: a course for mathematicians. Vols. 1, 2. Material from the Special Year on Quantum Field Theory held at the Institute for Advanced Study, Princeton, NJ, 1996–1997. Edited by Pierre Deligne, Pavel Etingof, Daniel S. Freed, Lisa C. Jeffrey, David Kazhdan, John W. Morgan, David R. Morrison and Edward Witten. American Mathematical Society, Providence, RI; Institute for Advanced Study (IAS), Princeton, NJ, 1999. Vol. 1: xxii+723 pp.; Vol. 2: pp. i–xxiv and 727–1501. ISBN 0-8218-1198-3, 81–06 (81T30 81Txx).